# Kaffeemühlenmuseum Wiernsheim

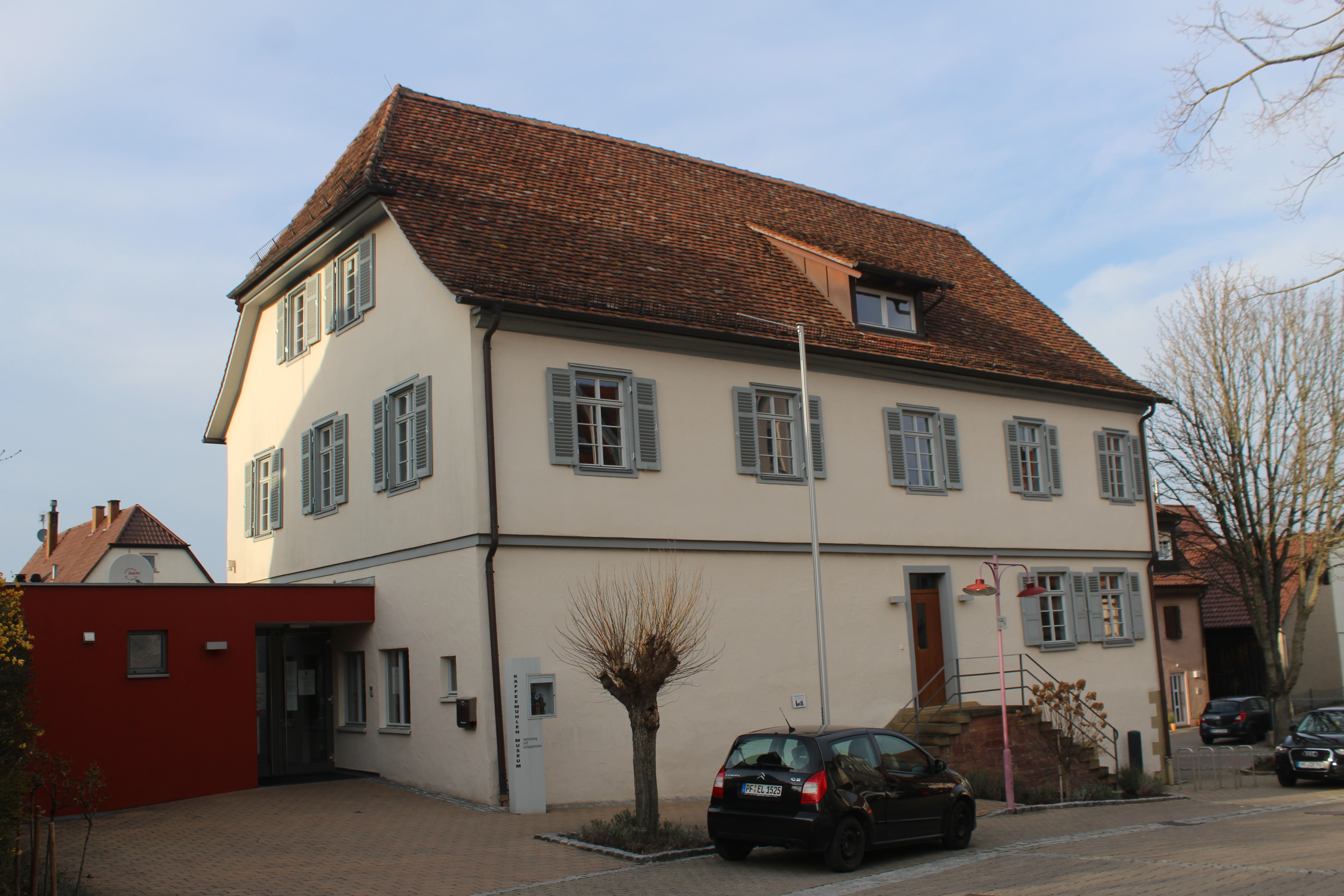
Kaffeemühlenmuseum Wiernsheim

Das Kaffeemühlenmuseum Wiernsheim ist ein 2011 im ehemaligen Pfarrhaus von Wiernsheim eingerichtetes Museum für historische Kaffeemühlen aus aller Welt. Es ist das größte seiner Art. Träger des Museums ist die Gemeinde Wiernsheim.
Den Grundstock der Sammlung legte das Vermächtnis des Wiernsheimer Unternehmers und Ehrenbürgers Rolf Scheuermann, der der Gemeinde über 1200 Exemplare gestiftet hatte. Eröffnung war im September 2011. Durch weitere Spenden und Zukäufe konnte das Museum seinen Bestand auf rund 3000 Exemplare aus dem 18. bis frühen 20. Jahrhundert erweitern. Das älteste Exponat der Sammlung stammt aus dem Jahr 1720.
Das denkmalgeschützte Pfarrhaus von 1711 war eigens zur Einrichtung des Museums durch die Gemeinde erworben und mit Bundes- und Landesmitteln saniert worden.
Das Museum verfügt seit Mai 2022 über einen kostenlosen Audioguide in den Sprachen Deutsch, Englisch und Italienisch.

## Weitere Kaffeemühlenmuseen
Kleinere Kaffeemühlenmuseen gibt es in Bramstedt und Röttingen.